# フランク・レイノルズ (イラストレーター)
フランク・レイノルズ（Frank Reynolds 、1876年2月13日 - 1953年4月18日）は、イギリスのイラストレーターである。雑誌　「パンチ」でイラストレーターとして働いた。

## 略歴
ロンドン西部のハマースミスで生まれた 。芸術家の息子で、ロンドンのトマス・ヘザリーの美術学校（Heatherley School of Fine Art）で学んだ。1901年に雑誌「Graphic」に初めて作品が掲載された。1903年から雑誌　「パンチ」に作品が掲載され、その後、毎号、作品が掲載され、特に第一次世界大戦中にパンチに掲載された反ドイツ帝国のイラストを制作したことで知られていて、「Punch archives」には199点の作品が集められている。
チャールズ・ディケンズの再刊された著作の挿絵を描いたことでも知られ、1910年代にレイノルズが挿絵を描いた作品には「デイヴィッド・コパフィールド」や「 ピクウィック・クラブ（The Pickwick Papers）」、「骨董屋（The Old Curiosity Shop）」などがある。後に「パンチ」の美術編集者を務めた。
1917年にイラストレーターのパーシー・ブラッドショー（Percy Bradshaw: 1877–1965）が当時の有名なイラストレーター20人の作品、各20点を選んだ「portfolios」を出版した時、レイノルズもその一人に選ばれた。
水彩画家としても評価されていて、1903年からイギリス王立水彩画家協会(Royal Institute of Painters in Water Colours)の会員であった。1928年アムステルダムオリンピックの芸術競技の水彩と素描の部門に参加した。
第二次世界大戦中は「ブリストウッド一家（The Bristlewoods）」というキャラクターを用いたイラストを描いた。
1953年にサリー州 のヴァーニア・ウォーター（Virginia Water）の療養所（Holloway Sanatorium）で肺炎で亡くなった。

## 作品

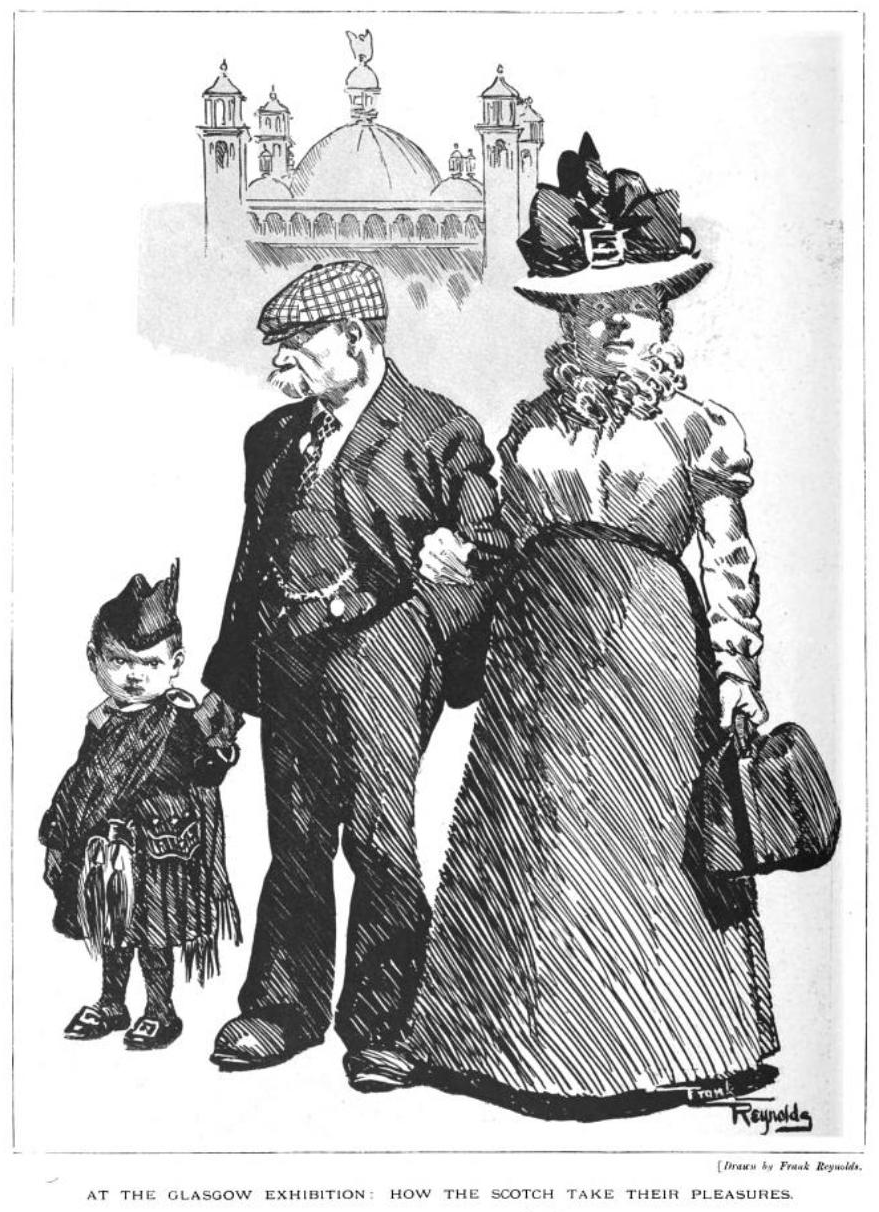
グラスゴーの博覧会で(1901)
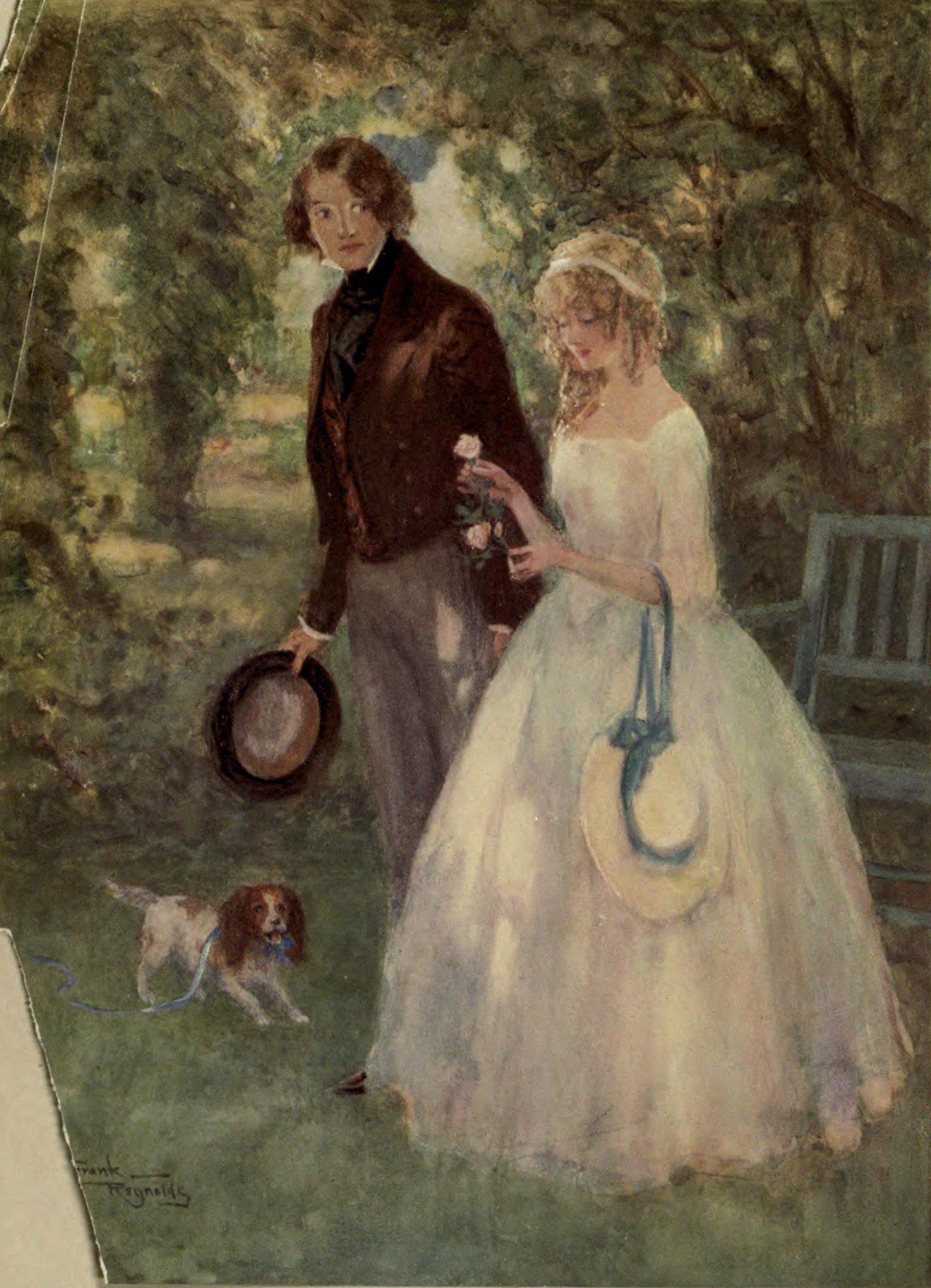
『デイヴィッド・コパフィールド』からドーラ・スペンロー(1910)
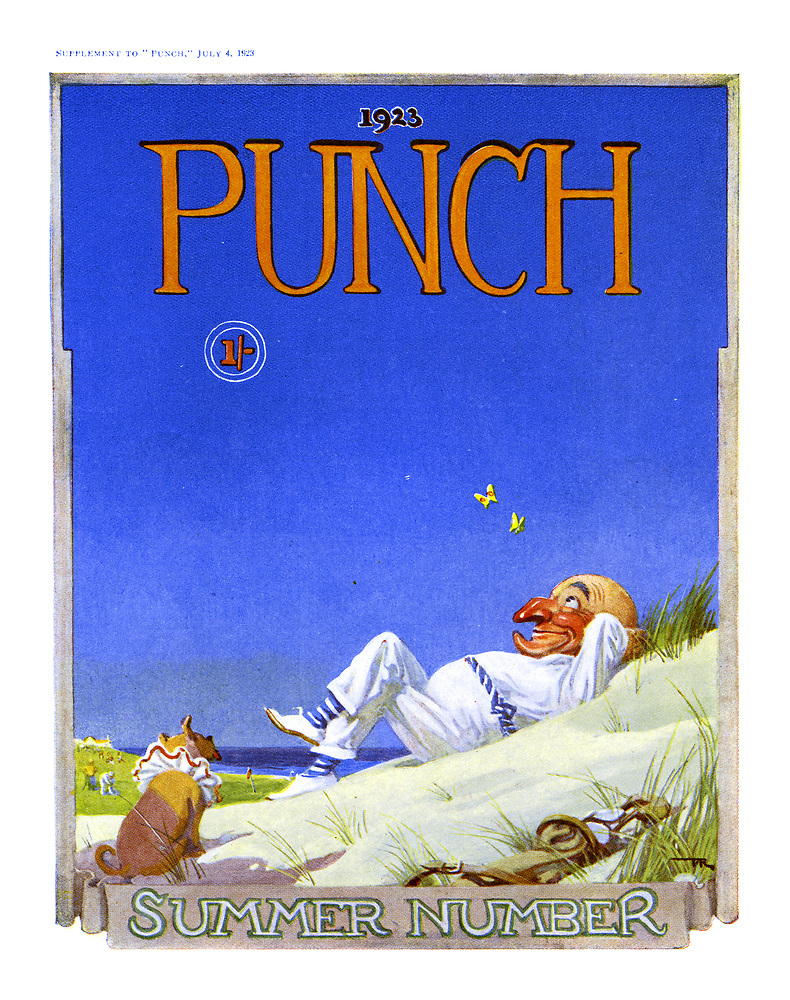
1923年夏の「パンチ」の表紙絵
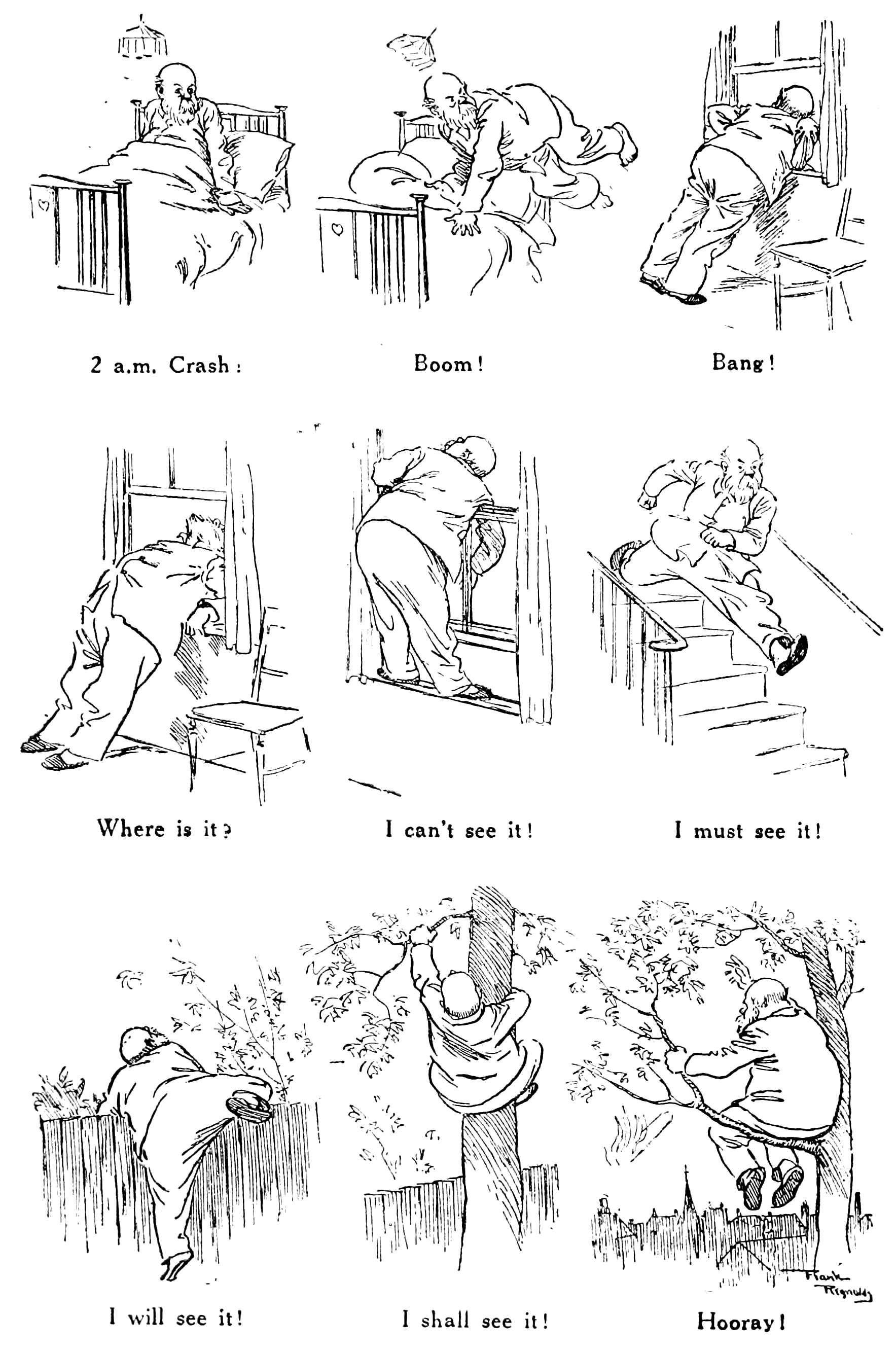
大戦中のパンチの挿絵